# Tithraustes albilinea
Tithraustes albilinea är en fjärilsart som beskrevs av William Schaus 1912. Tithraustes albilinea ingår i släktet Tithraustes och familjen tandspinnare. Inga underarter finns listade i Catalogue of Life.